# Giản Dương
Giản Dương (giản thể: 简阳; phồn thể: 简陽; bính âm: Jiǎnyáng) là một thành phố cấp huyện tại địa cấp thị Thành Đô thuộc tỉnh Tứ Xuyên, Trung Quốc

## Trấn
| - Giản Thành (简城镇) - Thạch Kiều (石桥镇) - Tân Thị (新市镇) - Thạch Bàn (石盘镇) - Đông Khê (东溪镇) - Bình Tuyền (平泉镇) - Hòa Phong (禾丰镇) - Vân Long (云龙镇) - Tam Tinh (三星镇) - Dưỡng Mã (养马镇) - Cổ Gia (贾家镇) - Thanh Long (青龙镇) - Tam Xá (三岔镇) - Trấn Kim (镇金镇) | - Thạch Chung (石鐘镇) - Thi Gia (施家镇) - Tam Hiệp (三合镇) - Bình Vũ (平武镇) - Kim Mã (金马镇) - Đạp Thủy (踏水镇) - Giang Nguyên (江源镇) - Lô Gia (芦葭镇) - Thảo Trì (草池镇) - Thái Bình Kiều (太平桥镇) - Thạch Bản Đắng (石板凳镇) - Dũng Tuyền (涌泉镇) |

## Hương
| - Ngũ Hiệp (五合乡) - Phúc Điền (福田乡) - Hoành Duyên (宏缘乡) - Chu Gia (周家乡) - Bình Oa (平窝乡) - Vũ Miếu (武庙乡) - Cao Minh (高明乡) - Ngọc Thành (玉成乡) - Tô Cảnh (丹景乡) - Vọng Thủy (望水乡) - Thanh Phong (清风乡) - Vĩnh Ninh (永宁乡) - Ngũ Tinh (五星乡) - Phi Long (飞龙乡) - Linh Tiên (灵仙乡) | - Ngũ Chỉ (五指乡) - Tân Dân (新民乡) - Tân Tinh (新星乡) - Đồng Hợp (同合乡) - Lão Long (老龙乡) - Tráng Khê (壮溪乡) - Hải Loa (海螺乡) - Đàm Quán (坛罐乡) - Lôi Gia (雷家乡) - An Lạc (安乐乡) - Phổ An (普安乡) - Bình Tức (平息乡) - Lão Quân Tĩnh (老君井乡) - Đổng Gia Canh (董家埂乡) |